# Jackson Day
Jackson Day, se celebra el 8 de enero en los Estados Unidos.
Este día rememora la Batalla de Nueva Orleans, la cual es un episodio de la lucha del pueblo estadounidense por lograr su independencia del gobierno británico.
En realidad, no está compuesta por una sola batalla, sino por una serie de ellas comprendidas en el período que abarca desde diciembre de 1814 hasta enero de 1815. La victoria americana en esta región forzó a los británicos a reconocer las pretensiones de los Estados Unidos sobre Luisiana y la parte occidental de Florida, lo que da origen al fin de la Guerra de Independencia Americana y a la incorporación política del estado de Luisiana a la Unión. El comandante Andrew Jackson lideró las fuerzas norteamericanas durante esta campaña, llamada "del Golfo".